# Tarachomantis alaotrana
Tarachomantis alaotrana är en bönsyrseart som beskrevs av Giglio-tos 1913. Tarachomantis alaotrana ingår i släktet Tarachomantis och familjen Mantidae. Inga underarter finns listade i Catalogue of Life.